# ローマ地下鉄A線
ローマ地下鉄A線（ローマちかてつAせん）は、ローマ地下鉄の地下鉄路線。

## 概要
1980年に開通した。ラインカラーはオレンジ色である。A線は毎日50万人近くを輸送していると推定されている。バッティスティーニからアナニーナまで市内を横切っており、テルミニ駅でB線と交差し、サンジョヴァンニ駅でC線と交差する。

## 歴史
1959年、オステリア・デル・キュラート地区からプラティまで、市内中心部を通過し、テルミニ駅で既存の路線(1955年に開通)と交差する、ローマで2番目の大都市鉄道の建設が承認された。
建設工事は1964年にトゥスコラーナ地域で始まったが、掘削のカットアンドカバー方法によってローマ南東部の交通に混乱を引き起こした。工事は中断されたが、5年後に再開された。トンネル掘削機は交通問題の改善には役立ったものの、建物に振動による損傷を引き起こした。特にレプッブリカ広場のエリアにおいて、トンネル建設中に、多くの考古学的な発見がなされた。発見された遺骨は、レプッブリカ駅のガラス張りの陳列ケースに展示された。トンネル掘削作業とそれに関連する考古学的発見は、フェデリコ・フェリーニ監督の映画「ローマ」で描かれている。

### 開業日
- 1980年2月16日:オッタヴィアーノ - チネチッタ
- 1980年6月11日:チネチッタ - アナニーナ
- 1999年5月29日:オッタヴィアーノ - ヴァッレアウレリア
- 2000年1月1日:ヴァッレアウレリア - バッティスティーニ

## 駅一覧
| 駅名称                             | イタリア語表記                      |
| ---------------------------------- | ----------------------------------- |
| バッティスティーニ駅               | Battistini                          |
| コルネリーア駅                     | Cornelia-Cotral                     |
| バルド・デリ・ウバルディ駅         | Baldo degli Ubaldi                  |
| ヴァッレ・アウレーリア駅           | Valle Aurelia                       |
| チプロ駅                           | Cipro                               |
| オッタヴィアーノ駅                 | Ottaviano San Pietro Musei Vaticani |
| レパント駅                         | Lepanto                             |
| フラミニオ駅                       | Flaminio Piazza del Popolo          |
| スパーニャ駅                       | Spagna                              |
| バルベリーニ駅                     | Barberini Fontana di Trevi          |
| レプッブリカ駅                     | Repubblica Teatro dell'Opera        |
| テルミニ駅                         | Termini-Cotral                      |
| ヴィットーリオ・エマヌエーレ駅     | Vittorio Emanuele                   |
| マンゾーニ駅                       | Manzoni Museo della Liberazione     |
| サン・ジョヴァンニ駅               | S. Giovanni                         |
| レ・ディ・ローマ駅                 | Re di Roma                          |
| ポンテ・ルンゴ駅                   | Ponte Lungo                         |
| フーリオ・カミッロ駅               | Furio Camillo                       |
| コッリ・アルバーニ駅               | Colli Albani Parco Appia Antica     |
| アルコ・ディ・トラヴェルティーノ駅 | Arco di Travertino                  |
| ポルタ・フルバ駅                   | Porta Furba Quadraro                |
| ヌミディオ・クアドラート駅         | Numidio Quadrato                    |
| ルチオ・セスティオ駅               | Lucio Sesto                         |
| ジューリオ・アグリーコラ駅         | Giulio Agricola                     |
| スバウグスタ駅                     | Subaugusta                          |
| チネチッタ駅                       | Cinecittà                           |
| アナニーナ駅                       | Anagnina-Cotral                     |

## 車両
A線で最初に使用された車両はMA100系電車で、4両編成で運行されていたが、旅客需要の増加により6両に増やされた。1990年代後半、MA200系はA線で運行を開始し、ローマメトロの列車タイプとして初めて電子駆動の三相非同期モーターを牽使用した。しかし、MA200系は技術的な問題を抱えており、当初はA線では使用されなかった。
2005年1月、MA100およびMA200シリーズは、スペインのCAFによって製造された新しいデザインのエアコン付きの、MA300シリーズへの置き換えが始まった。このため、MA100系とMA200系はローマ-リード鉄道に移管された。現在、A線の多くの車両はMA300系です。

## 事件・事故
詳細は「en:2006 Rome Metro crash」を参照。
2006年10月17日、事故により1人が死亡し、100人以上が負傷した。

## ギャラリー
- 路線図
- テヴェレ川を通過中
- テルミニ駅のホーム